# Mamnoon Hussain
Mamnoon Hussain (urdu: ممنون حسین; Agra, 2 marzo 1940 – Karachi, 14 luglio 2021) è stato un politico e imprenditore pakistano, Presidente del Pakistan dal 30 luglio 2013 al 9 settembre 2018.
Uomo d'affari attivo nell'industria tessile, ha assunto l'incarico l'8 settembre 2013.

## Biografia
Nato a Agra, nell'India ancora britannica, nel 1940. La sua famiglia emigrò per stabilirsi a Karachi nel 1947, dove continuò gli studi per raggiungere una laurea in economia e commercio alla University of Karachi e in seguito conseguì un Master in Business Administration presso l'Institute of Business Administration (IBA) di Karachi. Hussain fondò un'azienda tessile con sede a Karachi e in seguito nel 1970 si unì alla Lega Musulmana del Pakistan (N) (PLM-N), di centro-destra, lavorando per il partito. Nel 1997 raggiunse una maggiore notorietà come leader d'affari pakistano quando fu eletto presidente della Camera di Commercio e dell'Industria di Karachi, ruolo che ricopre fino a maggio 1999.
Fu nominato governatore del Sindh nel giugno 1999 dal Presidente Rafiq Tarar; tuttavia, venne rimosso dall'incarico qualche mese più tardi a causa del colpo di stato militare avvenuto ad ottobre dello stesso anno. Hussain fu nominato per la presidenza da parte del PLM-N nel luglio 2013 ed eletto nel corso delle elezioni presidenziali. Hussain assunse la presidenza dopo un giuramento coordinato dal giudice capo del Pakistan, il 9 settembre 2013. Hussain ha mantenuto un basso profilo in qualità di Presidente e il suo ruolo è stato raramente visto nella politica della nazione.

## Vita privata
Hussain proveniva da una famiglia di lingua Urdu di commercianti di scarpe e nacque ad Agra, in India, durante il dominio britannico. Lui e la sua famiglia emigrarono a Karachi, in Pakistan nel 1949, dopo la divisione dell'India nel 1947.
Hussain si iscrisse alla Università di Karachi, dove ha studiato per conseguire la laurea in economia e commercio. Dopo la laurea presso l'Università di Karachi nel 1963, è entrato nel programma di master presso l'Istituto di Business Administration (IBA) a Karachi, e ha ottenuto il suo MBA (Master in Business Administration) nel 1965. Inizialmente sostenne e rafforzò l'attività del padre, dopodiché però spostò ben presto la propria attività nel settore tessile.